# Brobänkens brygga

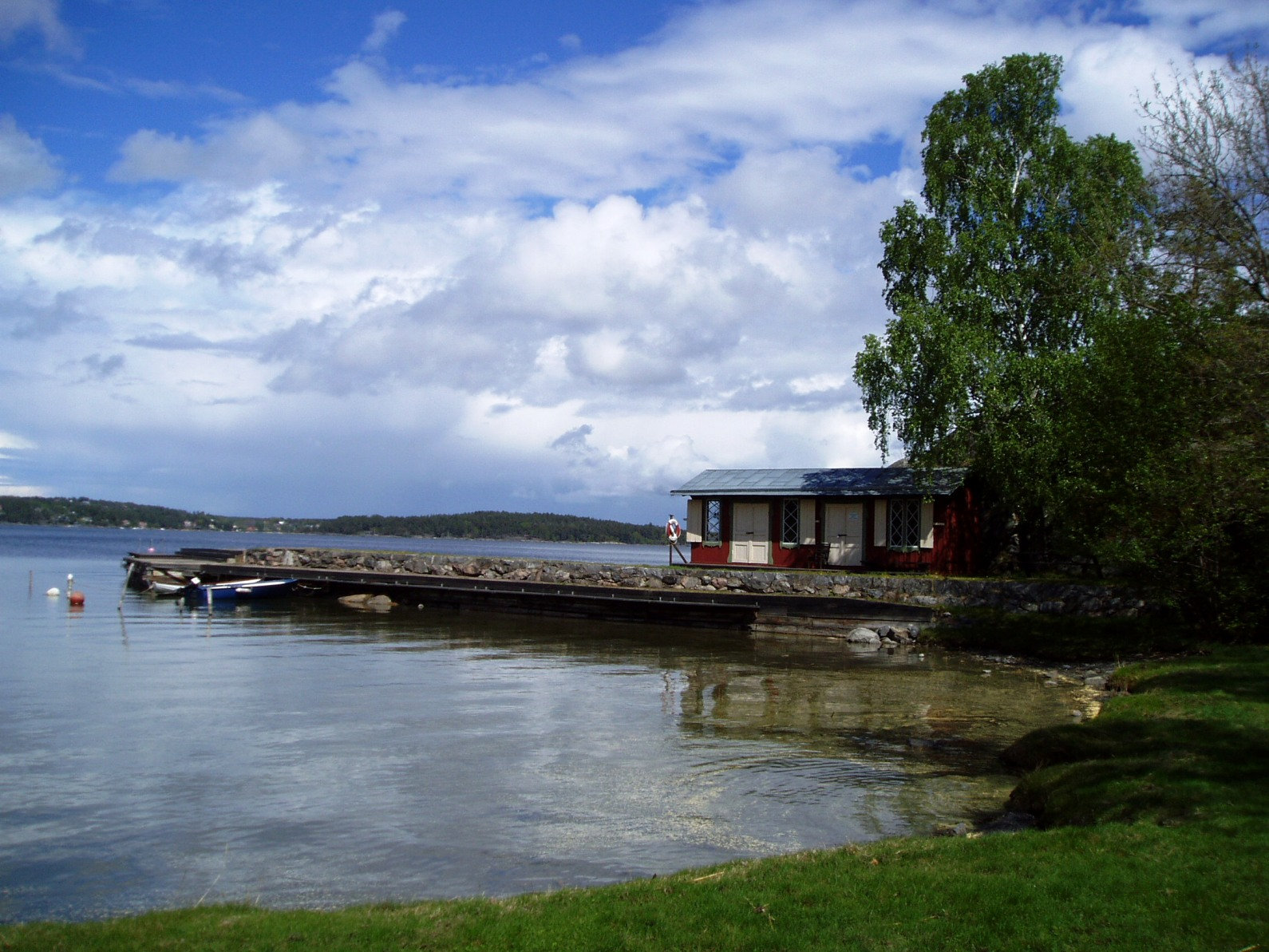
Brobänkens brygga

Brobänkens brygga, även känd som Tyresö gamla ångbåtsbrygga, ligger på Brevikshalvön i Tyresö kommun. Bryggan byggdes troligen i sitt grundutförande under tidigt 1800-tal. Den utökades under 1890-talet av markis Claes Lagergren, då tillhörande Tyresö slott. Idag används den som småbåtshamn, badbrygga och samlingsplats för lokalboende. Brobänk är ett gammalt maritimt uttryck för "träbrygga utstickande från land, där båt kan kölhalas, lassas och eller lossas".